# Melpomene anazalea
Melpomene anazalea är en stensöteväxtart som beskrevs av Michael Sundue och Lehnert. Melpomene anazalea ingår i släktet Melpomene och familjen Polypodiaceae. Inga underarter finns listade.